# Anna Witczak
Anna Witczak z d. Woźniakowska (ur. 2 marca 1982 w Kaliszu) – polska siatkarka grająca na pozycji przyjmującej, 44-krotna reprezentantka Polski w latach 2008–2009. Jest wychowanką Calisii Kalisz, z którą w 1998, 2005 i 2007 roku zdobyła mistrzostwo Polski.
Jej mężem jest siatkarz Dominik Witczak.

## Kluby
| Klub                               | Lata gry  |
| ---------------------------------- | --------- |
| Augusto Kalisz                     | 1997–1998 |
| SMS PZPS Sosnowiec                 | 1998–2001 |
| Calisia Kalisz/Winiary Kalisz      | 2001−2009 |
| Bank BPS Muszynianka Fakro Muszyna | 2009−2010 |
| Impel Gwardia Wrocław              | 2010−2012 |

## Osiągnięcia

### Klubowe
- Mistrzostwa Polski:
  -  1. miejsce: 1998, 2005, 2007
  -  2. miejsce: 2004, 2010
  -  3. miejsce: 2003, 2006, 2008
- Puchar Polski
  -  Zdobywczyni: 1998, 2007
  -  Finalistka: 2005, 2008, 2010
- Superpuchar Polski
  -  Zdobywczyni: 2007, 2010

### Reprezentacyjne
- brązowy medal mistrzostw Europy w 2009 roku